# Сьерра-Леоне во Второй мировой войне
Сьерра-Леоне оставалась колонией Великобритании на всём протяжении Второй Мировой войны. По этой причине, она сражалась на стороне Союзников против Оси. Крупномасштабных сражений или активных боевых действий на территории страны или возле её границ во время войны не происходило. Тем не менее, колония играла ключевую роль в поддержке Союзников, используя порт Фритаун в качестве базы флота.

## История
Британия подготовила Фритаун к войне ещё в 1938, со всесторонней милитаризацией год спустя.
Штатами были построены военные объекты и размещены войска в Фритауне в 1942 и 1943. В разгар войны, свыше 200 кораблей могло отстаиваться в порту Фритауна, в основном направлявшиеся в Европу грузовые или военные суда. Потребность порта в рабочей силе привела толпы людей в столицу в поисках работы.
Менее, чем за два года, население Фритауна увеличилось вдвое из-за войны. Работа в порту была низкооплачиваемой и изнуряющей, что вылилось в забастовки портовых работников Фритауна, когда начали расти цены на продукты питания. Помимо этого, приток белых военных усилил расовые противоречия в городе в военное время. Обыденностью стали уличные драки на расовой почве. Хотя большая часть рабочих во время войны были мужчинами, некоторые женщины также принимали участие.
Большинство граждан Сьерра-Леоне, призванных в армию во время Второй Мировой, сражались в Бирманской кампании как подразделение королевских западноафриканских пограничных сил.
Популярный сьерра-леонеанский журналист и основатель Лиги Молодежи Западной Африки, Исаак Теофилий Акунна Уоллес-Джонсон, известный марксистскими и антиимпериалистскими взглядами, был арестован в начале войны. Он был одним из множества граждан Британской Западной Африки, арестованных британскими властями за высказывание «крамольных» взглядов во время Второй мировой.
Многие британские и американские войска, размещенные в Сьерра-Леоне, заразились малярией и умерли от неё. Хотя смерть от малярии и была распространена среди солдат по всему миру во Вторую мировую, в Сьерра-Леоне наибольшее число людей умирало из-за этой болезни, из-за чего у солдат Союзников закрепилось отношение к стране, как «могиле белого человека».
Политическая и экономическая ситуация послевоенного мира в конечном счете позволила Сьерра-Леоне получить независимость от Британской Империи в 1961, в рамках движения деколонизации, охватившего весь мир.